# Thalassodes timoclea
Thalassodes timoclea là một loài bướm đêm trong họ Geometridae.